# Renato Gnocchi
Renato Gnocchi (Arezzo, 7 febbraio 1921 – Firenze, 11 febbraio 1982) è stato un politico italiano.

## Biografia
Nato ad Arezzo nel 1921, militò in gioventù nel gruppo antifascista di Giustizia e Libertà e poi nel Partito d'Azione. Si iscrisse al Partito Socialista Italiano nel 1948, ricoprendone la carica di segretario provinciale dal 1963 al 1966. Eletto consigliere provinciale, fu assessore all'igiene e sanità della Provincia di Arezzo.
Consigliere comunale durante l'amministrazione di Aldo Ducci del 1964, venne eletto sindaco di Arezzo alle dimissioni di quest'ultimo candidatosi alla Camera dei deputati per le politiche italiane del 1966. Alla guida di una giunta composta da socialisti, comunisti e unità proletaria, rimase in carica fino al 1970.
Fu presidente regionale dell'Associazione Nazionale Comuni Italiani (ANCI) e dal 1970 presidente del Comitato regionale di controllo sugli atti degli enti locali. Morì a Firenze l'11 febbraio 1982.